# Pontificia commissione biblica
La Pontificia commissione biblica (sigla PCB) è un organismo della Curia romana fondato il 30 ottobre 1902 con funzione consultoria in materia biblica, all'interno del Dicastero per la dottrina della fede (ex Sant'Uffizio), il cui cardinale prefetto è anche il presidente della commissione. Ha sede presso la Città del Vaticano, nel palazzo del Sant'Uffizio.

## Storia
La Commissio Pontificia de Re Biblica ("Pontificia commissione circa le cose bibliche") fu istituita il 30 ottobre 1902 da Leone XIII con la lettera apostolica Vigilantiae studiique. La nuova commissione aveva un triplice compito:
- promuovere efficacemente fra i cattolici lo "studio biblico";
- contrastare con i mezzi scientifici le "opinioni errate" in materia di Sacra Scrittura;
- studiare le "questioni dibattute" e i problemi emergenti in campo biblico, fornendo consulenza al magistero della Chiesa.

Pio X, con la lettera apostolica Scripturae Sanctae del 23 febbraio 1904, concesse alla commissione la facoltà di conferire i gradi accademici di licenza e dottorato in scienze bibliche. Attualmente tale funzione accademica viene gestita con la collaborazione del docenti del Pontificio istituto biblico di Roma e della Facoltà di scienze bibliche e archeologia dello Studium Biblicum Franciscanum di Gerusalemme (dal 2001).
Leone XIII e Pio X avevano concesso alla commissione ampie competenze riguardo alle emergenti questioni e controversie bibliche, in particolare attinenti alle teorie moderniste. Dal 13 febbraio 1905 sino al 17 novembre 1921 la commissione emanò 14 decreti (o decisioni) e 2 dichiarazioni in forma di risposta a quesiti o a dubbi proposti. Tali decreti sono raccolti nell'Enchiridion biblicum. Sotto Pio XI (sino al 30 aprile 1934) seguirono altri 2 decreti, per un totale di 18 interventi.
Il 27 giugno 1971, nel quadro della grande opera di riforma post-conciliare, Paolo VI, con il motu proprio Sedula cura (testo italiano) stabiliva nuove norme per l'organizzazione ed il funzionamento della commissione, che assumeva il nome odierno di "Pontificia commissione biblica". L'intento era quello di renderne l'attività svolta più feconda. Mediante 15 brevi articoli viene definita la nuova struttura: i membri non sono più dei cardinali, assistiti da consultori, ma docenti in scienze bibliche provenienti da varie scuole e nazioni, i quali si distinguano per scienza, prudenza e cattolico sentire nei riguardi del magistero ecclesiastico (art. 3).
A questo cambiamento di struttura ha corrisposto necessariamente un cambiamento di natura e di funzioni. Non essendo più costituita di cardinali, sul modello delle congregazioni romane, la nuova commissione è divenuta un organo consultivo, messo al servizio del magistero e collegato al Dicastero per la Dottrina della Fede (cf. art. 1), il cui prefetto è anche il presidente della commissione.
Dopo un graduale allontanamento dalla Tradizione, nel 1993 la commissione sposò il metodo storico-critico per l'esegesi biblica.

## Attività e documenti
Secondo un documento del 1909, gli Acta Apostolicae Sedis editi nella Tipografia Vaticana sono l'unico Commentario Ufficiale della Pontificia Commissione Biblica .
La nuova commissione ha tenuto la sua prima assemblea plenaria nel 1974, in occasione della quale sono stati rivisti i programmi di esame per il conseguimento dei titoli accademici in scienze bibliche. A partire da tale data la Commissione si riunisce in assemblea plenaria ogni anno, nella seconda settimana dopo Pasqua, su di un argomento previamente scelto dal cardinale presidente su proposta di vari organismi, come per esempio il Dicastero per la Dottrina della Fede, le conferenze episcopali o la commissione stessa.
Negli anni 1975-1976 i membri hanno affrontato lo studio della "condizione femminile nella Bibbia" e, più esattamente, del ruolo della donna nella società secondo la Santa Scrittura.
Nel 1977-1978 venne affrontato il tema dell'uso della Sacra Scrittura nella teologia della liberazione, allora di grande e cocente attualità.
Nell'assemblea plenaria del 1979 venne approfondita la tematica dell'inculturazione nella Sacra Scrittura. Le relazioni furono pubblicate in un volume dal titolo Fede e cultura alla luce della Bibbia (LDC, Torino 1981).
Nel 1980 si decise di affrontare un tema molto impegnativo e variegato: quello relativo al rapporto tra ermeneutica e cristologia. Tale studio si prolungò fino all'assemblea plenaria del 1983 e si concluse con la promulgazione del documento De sacra Scriptura et christologia (tr. it. Bibbia e cristologia).
Dal 1985 al 1988 la commissione si soffermò a studiare i complessi rapporti tra Chiese locali e universalità dell'unico popolo di Dio, privilegiando un approccio biblico, ecclesiologico ed ecumenico. L'11 aprile 1988 fu promulgato un documento di 20 pagine dal titolo Unità e diversità nella Chiesa.
Nel 1989 venne affrontato l'importante tema dell'interpretazione della Bibbia. Furono presentate diverse relazioni e si lavorò su molti controversi aspetti che da alcuni anni suscitavano negli ambienti scientifici accese discussioni. Il lavoro si protrasse per alcuni anni e il 15 aprile 1993 venne finalmente promulgato il documento L'interpretazione della Bibbia nella Chiesa (testo italiano]), con prefazione dell'allora cardinale presidente della PCB Joseph Ratzinger.
Dal 1994 al 1996 i lavori della commissione si soffermarono a trattare il tema dell'"universalismo della salvezza" per mezzo del Cristo e la diversità delle religioni.
A partire dal 1997 è stato intrapreso un approfondito studio circa i rapporti tra Antico Testamento e Nuovo Testamento, tra cristiani ed Ebrei. Tale indagine si è conclusa nella sessione plenaria del 2000 e nel mese di novembre 2001 è stato pubblicato in diverse lingue un testo dal titolo Il popolo ebraico e le sue sacre scritture nella Bibbia cristiana (tr. it di Wladimir Di Giorgio).
Altri documenti della Pontificia commissione biblica:
- Circa citationes implicitas in S. Scriptura contentas, Sulle citazioni implicite contenute nella Sacra Scrittura (13 febbraio 1905) [ASS 37 (1904-05) 666]
- De narrationibus specietenus tantum historicis, Narrazioni solo apparentemente storiche (23 giugno 1905) [ASS 38 (1905-06) 124]
- De mosaica authentia Pentateuchi, Sull'autenticità mosaica del Pentateuco (27 giugno 1906) [ASS 39 (1906) 377]
- De quarto evangelio, Autore e verità storica del quarto vangelo (29 maggio 1907) [ASS 40 (1907) 383]
- De libri Isaiae indole et auctore, Indole e autore del libro di Isaia (28 giugno 1908) [ASS 41 (1908) 613]
- De organo officiali Pontificiae Commissionis de re biblica, L'organo ufficiale della Pontificia Commissione Biblica (15 febbraio 1909) [AAS 1 (1909) 241]
- De charactere historico trium priorum capitum Geneseos, Sul carattere storico dei tre primi capitoli della Genesi (30 giugno 1909) [AAS 1 (1909) 567-569]
- De auctoribus et de tempore compositionis Psalmorum, Autori e tempo di composizione dei Salmi (1º maggio 1910) [AAS 2 (1910) 354]
- De examinibus coram Pontificia Commissione Biblica subeundis, Esami per i gradi accademici davanti alla Pontificia Commissione Biblica (24 maggio 1911) [AAS 3 (1911) 47-50]
- Quaestiones de evangelio secundum Matthaeum, Sul vangelo secondo Matteo (19 giugno 1911) [AAS 3 (1911) 294-296]
- Quaestiones de evangeliis secundum Marcum et secundum Lucam, Sui vangeli secondo Marco e secondo Luca (26 giugno 1912) [AAS 4 (1912) 463-465]
- De quaestione synoptica, Sulla questione sinottica (26 giugno 1912) [AAS 4 (1912) 465]
- Quaestiones de libro Actuum Apostolorum, Sul libro degli Atti degli Apostoli (12 giugno 1913) [AAS 5 (1913) 291-292]
- Quaestiones de epistolis pastoralibus Pauli apostoli, Sulle lettere pastorali dell'apostolo Paolo (12 giugno 1913) [AAS 5 (1913) 292-293]
- De epistola ad Hebraeos, Sulla lettera agli Ebrei (24 giugno 1914) [AAS 6 (1914) 417-418]
- De parousia in epistolis Pauli Apostoli, La parusia nelle lettere di S. Paolo (18 giugno 1915) [AAS 7 (1915) 357-358]
- De additione variarum lectionum in versione Vulgatae tam Novi quam Veteris Testamenti, L'aggiunta di lezioni varianti nelle edizioni della Vulgata (17 novembre 1921) [AAS 14 (1922) 27]
- De falsa duorum textuum biblicorum interpretatione, Sulla falsa interpretazione di due testi biblici (1º luglio 1933) [AAS 25 (1933) 344]
- Opus cui titulus«Die Einwanderung Israels in Kanaan» reprobatur, Condanna dell'opera «Die Einwanderung Israels in Kanaan» (27 febbraio 1934) [AAS 26 (1934) 130]
- De usu versionum Sacrae Scripturae in ecclesiis, Sull'uso delle versioni della Sacra Scrittura nelle chiese (30 aprile 1934) [AAS 35 (1943) 270]
- De experimentis ad lauream, Gli esami per il dottorato (16 luglio 1939) [AAS 31 (1939) 320]
- Un opuscolo anonimo denigratorio (20 agosto 1941) [AAS 33 (1941) 465-472]
- De experimentis ad Prolytatum, Sugli esami per la Licenza (6 luglio 1942) [AAS 34(1942) 232]
- De versionibus Sacrae Scripturae in linguas vernaculas, Le versioni della Sacra Scrittura nelle lingue vive (22 agosto 1943) [AAS 35 (1943) 270]
- De usu novi Psalterii latini extra horas canonicas, Il nuovo Salterio latino fuori dalle ore canoniche (22 ottobre 1947) [AAS 39 (1947) 508]
- Des sources du Pentateuque et de l'historicité de Genèse 1-11, Sulle fonti del Pentateuco e sul valore storico di Gen 1-11 (16 gennaio 1948) [AAS 40 (1948) 45-48]
- De Scriptura sacra recte docenda, Insegnamenti della Sacra Scrittura nei seminari e nei collegi (13 maggio 1950) [AAS 42 (1950) 495-505]
- De libro «Die Psalmen» Bernardi Bonkamp, Sul libro «Die Psalmen» di Bernard Bonkamp (9 giugno 1953) [AAS 45 (1953) 432]
- De consociationibus biblicis et de conventibus eiusdem generis, Associazioni bibliche e convegni biblici (15 dicembre 1955) [AAS 48 (1956) 61-64]
- De historica evangeliorum veritate, La verità storica dei vangeli (21 aprile 1964) [AAS 56 (1964) 712-718]
- Ratio periclitandae doctrinae ad academicos gradus candidatorum, Piano d'esame per i gradi accademici in sacra Scrittura (7 dicembre 1974) [AAS 67 (1975) 153-158]

## Cronotassi

### Presidenti
- Cardinale Mariano Rampolla del Tindaro (1902 - 16 dicembre 1913 deceduto)
- Cardinale Willem Marinus van Rossum, C.SS.R. (13 gennaio 1914 - 30 agosto 1932 deceduto)
- Cardinale Gaetano Bisleti (27 ottobre 1932 - 30 agosto 1937 deceduto)
- Cardinale Eugène Tisserant (11 luglio 1938 - 8 luglio 1971 ritirato)
- Cardinale Franjo Šeper (8 luglio 1971 - 25 novembre 1981 ritirato)
- Cardinale Joseph Ratzinger (25 novembre 1981 - 2 aprile 2005 cessato[10])
- Cardinale William Joseph Levada (13 maggio 2005 - 2 luglio 2012 ritirato)
- Cardinale Gerhard Ludwig Müller (2 luglio 2012 - 1º luglio 2017 cessato)
- Cardinale Luis Francisco Ladaria Ferrer, S.I. (1º luglio 2017 - 1º luglio 2023 ritirato)
- Cardinale Víctor Manuel Fernández, dal 1º luglio 2023

### Segretari
- Presbitero Giovanni Battista Frey, C.S.Sp. (1925 - 1939 dimesso)
- Presbitero Giacomo Maria Vosté, O.P. (1939 - 1949 dimesso)
- Presbitero Atanasio Miller, O.S.B. (1949 - 1962 dimesso)
- Presbitero Beniamino Wambacq (1962 - 1971 dimesso)
- Vescovo Albert Louis Descamps (1973 - 15 ottobre 1980 deceduto)
- Presbitero Henri Cazelles, P.S.S.  (1984 - 1989 dimesso)
- Presbitero Albert Vanhoye, S.I. (1990 - 2001 ritirato)
- Presbitero Klemens Stock, S.I. (2001 - 5 novembre 2014 dimesso)
- Presbitero Pietro Bovati, S.I. (12 dicembre 2014 - 2020)
- Prof.ssa Nuria Calduch-Benages, dal 9 marzo 2021

### Sottosegretari
- Presbitero Arduino Kleinhans, O.F.M. (1949 - 1958 dimesso)
- Presbitero Beniamino Wambacq (1958 - 1962 dimesso)
- Presbitero Giorgio Castellino, S.D.B. (1964 - 1971 dimesso)